# ATP Florenz
Das ATP-Turnier von Florenz (offiziell UniCredit Firenze Open) war ein italienisches Herren-Tennisturnier, das 2022 einmalig nach zuvor langer Pause in Florenz in der Halle auf Hartplatz ausgetragen wurde.

## Geschichte
1973 fand das Turnier erstmals statt. 1974 sowie von 1978 bis 1989 war es Teil des Grand Prix Tennis Circuit. 1990 ging es in die neu gegründete ATP Tour auf, der sie bis 1994 als Teil der World Series angehörte, der niedrigsten Kategorie der Tour. Der Wettbewerb war von 1973 bis 1989 immer in den Wochen vor den French Open angesetzt, später fand das Turnier immer in der Woche direkt nach den French Open statt. Das Turnier wurde in der Saison 1995 vom ATP-Turnier in Porto abgelöst.
Nach 26 Jahren Pause fand das Turnier 2022 erneut statt. Infolge der COVID-19-Pandemie, wegen der viele Turniere im ATP-Kalender 2022 abgesagt bzw. verschoben werden mussten, erhielt das Turnier in Florenz eine Ein-Jahres-Lizenz und wurde in Vorbereitung auf die ATP Finals neu in den Turnierbetrieb aufgenommen. Gespielt wurde bis 1994 im Freien auf Sand. Im Jahr 2022 wurde das Turnier in der Halle auf Hartplatz ausgetragen.

## Siegerliste
Rekordsieger des Turniers sind der Italiener Paolo Bertolucci und der Österreicher Thomas Muster, die das Turnier jeweils dreimal hintereinander gewinnen konnten. Auch im Doppel war Bertolucci mehrfacher Titelträger, den Rekord hält jedoch sein Doppelpartner Adriano Panatta mit fünf Titeln.

### Einzel
| Jahr                         | Sieger                | Finalgegner           | Finalergebnis            |
| ---------------------------- | --------------------- | --------------------- | ------------------------ |
| 2022                         | Félix Auger-Aliassime | J. J. Wolf            | 6:4, 6:4                 |
| 1995–2021: nicht ausgetragen |                       |                       |                          |
| 1994                         | Marcelo Filippini     | Richard Fromberg      | 3:6, 6:3, 6:3            |
| 1993                         | Thomas Muster (3)     | Jordi Burillo         | 6:1, 7:5                 |
| 1992                         | Thomas Muster (2)     | Renzo Furlan          | 6:3, 1:6, 6:1            |
| 1991                         | Thomas Muster (1)     | Horst Skoff           | 6:2, 6:7, 6:4            |
| 1990                         | Magnus Larsson        | Lawson Duncan         | 6:7, 7:5, 6:0            |
| 1989                         | Horacio de la Peña    | Goran Ivanišević      | 6:4, 6:3                 |
| 1988                         | Massimiliano Narducci | Claudio Panatta       | 3:6, 6:1, 6:4            |
| 1987                         | Andrei Tschesnokow    | Alessandro De Minicis | 6:1, 6:3                 |
| 1986                         | Andrés Gómez          | Henrik Sundström      | 6:3, 6:4                 |
| 1985                         | Sergio Casal          | Jimmy Arias           | 3:6, 6:3, 6:2            |
| 1984                         | Francesco Cancellotti | Jimmy Brown           | 6:3, 6:3                 |
| 1983                         | Jimmy Arias           | Francesco Cancellotti | 6:1, 6:4                 |
| 1982                         | Vitas Gerulaitis      | Stefan Simonsson      | 4:6, 6:3, 6:1            |
| 1981                         | José Luis Clerc (2)   | Raúl Ramírez          | 6:1, 6:2                 |
| 1980                         | Adriano Panatta       | Raúl Ramírez          | 6:2, 2:6, 6:4            |
| 1979                         | Raúl Ramírez          | Karl Meiler           | 6:4, 1:6, 3:6, 7:5, 6:0  |
| 1978                         | José Luis Clerc (1)   | Patrice Dominguez     | 6:4, 6:2, 6:1            |
| 1977                         | Paolo Bertolucci (3)  | John Feaver           | 6:4, 6:1, 7:5            |
| 1976                         | Paolo Bertolucci (2)  | Patrick Proisy        | 6:7, 2:6, 6:3, 6:2, 10:8 |
| 1975                         | Paolo Bertolucci (1)  | Georges Goven         | 6:3, 6:2                 |
| 1974                         | Adriano Panatta       | Paolo Bertolucci      | 6:3, 6:1                 |
| 1973                         | Ilie Năstase          | Adriano Panatta       | 6:3, 3:6, 0:6, 7:6, 6:4  |

### Doppel
| Jahr                         | Sieger                                   | Finalgegner                      | Finalergebnis     |
| ---------------------------- | ---------------------------------------- | -------------------------------- | ----------------- |
| 2022                         | Nicolas Mahut Édouard Roger-Vasselin     | Ivan Dodig Austin Krajicek       | 7:64, 6:3         |
| 1995–2021: nicht ausgetragen |                                          |                                  |                   |
| 1994                         | Jon Ireland Kenny Thorne                 | Neil Broad Greg Van Emburgh      | 7:6, 6:3          |
| 1993                         | Tomás Carbonell Libor Pimek              | Mark Koevermans Greg Van Emburgh | 7:6, 2:6, 6:1     |
| 1992                         | Marcelo Filippini Luiz Mattar            | Royce Deppe Brent Haygarth       | 6:4, 6:7, 6:4     |
| 1991                         | Ola Jonsson Magnus Larsson               | Juan Carlos Báguena Carlos Costa | 3:6, 6:1, 6:1     |
| 1990                         | Sergi Bruguera Horacio de la Peña        | Luiz Mattar Diego Pérez          | 3:6, 6:3, 6:4     |
| 1989                         | Mike DePalmer Blaine Willenborg          | Pietro Pennisi Simone Restelli   | 4:6, 6:4, 6:4     |
| 1988                         | Javier Frana Christian Miniussi          | Claudio Pistolesi Horst Skoff    | 7:6, 6:4          |
| 1987                         | Wolfgang Popp Udo Riglewski              | Paolo Canè Gianni Ocleppo        | 6:4, 6:4          |
| 1986                         | Sergio Casal Emilio Sánchez              | Mike DePalmer Gary Donnelly      | 6:4, 7:6          |
| 1985                         | David Graham Laurie Warder               | Bruce Derlin Carl Limberger      | 6:1, 6:1          |
| 1984                         | Mark Dickson Chip Hooper                 | Bernard Mitton Butch Walts       | 7:6, 4:6, 7:5     |
| 1983                         | Francisco González Víctor Pecci          | Dominique Bedel Bernard Fritz    | 4:6, 6:4, 7:6     |
| 1982                         | Paolo Bertolucci (4) Adriano Panatta (5) | Sammy Giammalva Tony Giammalva   | 7:6, 6:1          |
| 1981                         | Raúl Ramírez (2) Pavel Složil            | Paolo Bertolucci Adriano Panatta | 6:3, 3:6, 6:3     |
| 1980                         | Gene Mayer Raúl Ramírez (1)              | Paolo Bertolucci Adriano Panatta | 6:1, 6:4          |
| 1979                         | Paolo Bertolucci (3) Adriano Panatta (4) | Ivan Lendl Pavel Složil          | 6:4, 6:3          |
| 1978                         | Corrado Barazzutti Adriano Panatta (3)   | Mark Edmondson John Marks        | 6:3, 6:7, 6:3     |
| 1977                         | Chris Lewis Russell Simpson              | Iván Molina Jairo Velasco Sr.    | 2:6, 7:6, 6:2     |
| 1976                         | Colin Dibley Carlos Kirmayr              | Péter Szőke Balázs Taróczy       | 5:7, 7:5, 7:5     |
| 1975                         | nicht ausgetragen                        | nicht ausgetragen                | nicht ausgetragen |
| 1974                         | Paolo Bertolucci (2) Adriano Panatta (2) | Robert Machan Balázs Taróczy     | 6:3, 3:6, 6:4     |
| 1973                         | Paolo Bertolucci (1) Adriano Panatta (1) | Juan Gisbert Ilie Năstase        | 6:3, 6:4          |